# Копан (Оклахома)
Копан (енгл. Copan) град је у америчкој савезној држави Оклахома.

## Демографија
По попису из 2010. године број становника је 733, што је 63 (-7,9%) становника мање него 2000. године.
| Група             | 2000.       | 2010.       |
| Белци             | 641 (80,5%) | 552 (75,3%) |
| Афроамериканци    | 0 (0,0%)    | 0 (0,0%)    |
| Азијати           | 3 (0,4%)    | 1 (0,1%)    |
| Хиспаноамериканци | 14 (1,8%)   | 8 (1,1%)    |
| Укупно            | 796         | 733         |